# Рочуга (приток Пёзы)
Ро́чуга — река в Архангельской области России, правая составляющая Пёзы (бассейн Мезени). Площадь водосборного бассейна — 1440 км².
Сливаясь с Блудной, образует Пёзу. Устье реки находится в 363 км от устья Пёзы. Длина реки составляет 152 км. Крупнейший приток — Сюрзинская Виска.

## Данные водного реестра
По данным государственного водного реестра России относится к Двинско-Печорскому бассейновому округу, водохозяйственный участок реки — Мезень от водомерного поста деревни Малая Нисогора и до устья. Речной бассейн реки — Мезень.
Код объекта в государственном водном реестре — 03030000212103000049132.